# Ibn Asim
Abu-Bakr Muhammad ibn Muhammad ibn Muhammad ibn Muhammad ibn Asim al-Garnatí, más conocido como Ibn Asim (Granada, 1359-ibidem, 15 de agosto de 1426) fue un historiador, jurista y gramático andalusí.
Fue contemporáneo de Almanzor, en cuyo honor escribe al-Ma´atir al-camiriyya (Gestas amiríes), que sólo ha llegado a nosotros a través de referencias. Parece ser una historia laudatoria, en el ambiente intelectual rígido de esa época, la última de predominio del Califato de Córdoba, que siguió a la más relajada de Al-Hakem II.